# Alesha Dixon
Alesha Anjanette Dixon (ur. 7 października 1978 w Welwyn Garden City w Anglii) – brytyjska piosenkarka i autorka tekstów.

## Życiorys

### Wczesne lata
Urodziła się w Welwyn Garden City jako jedno z siedmiorga dzieci. Jest córką Brytyjki i Jamajczyka. Ma pięciu przyrodnich braci i jedną przyrodnią siostrę. Ukończyła Monk’s Walk School w rodzinnym mieście, po skończeniu studiów planowała zostać nauczycielką wychowania fizycznego. Po ukończeniu kursu podyplomowego zamierzała podjąć pracę w Loughborough University, jednak po kilku propozycjach nagrania własnego materiału muzycznego od producentów, zdecydowała się na zmianę planów.

### Kariera
W 1999 rozpoczęła karierę muzyczną, tworząc duet muzyczny razem z Sabriną Washington, z którą nagrała piosenkę „Inspiration”. Wkrótce potem do grupy Mis-Teeq dołączyły Su-Elise Nash oraz Zena McNally, po czym wokalistki podpisały kontrakt z podwytwórnią BMG Music. Ich debiutancki singel „Why?” został wydany w 2000. W 2001 wydały swój pierwszy album studyjny, zatytułowany Lickin' on Both Sides, który zawierał single: „All I Want”, „One Night Stand”, „B with Me”, „Roll on” oraz „This Is How We Do It”. Po sukcesie krążka w rodzimym kraju grupy, firma JD Sports zaproponowała sygnowanie swojej marki twarzami dziewcząt.
W 2003 girls band wydał album pt. Eye Candy, zawierający największy hit zespołu – utwór „Scandalous”. W 2004 grupa wyruszyła w trasę koncertową po Stanach Zjednoczonych, by promować wydany na tamtejszy rynek muzyczny krążek pt. Mis-Teeq, będący kompilacją wybranych kompozycji z dwóch poprzednich albumów. Singiel „Scandalous” znalazł się w Top 40 notowania Billboard Hot 100. Przed powrotem zespołu do Europy, w USA ukazał się drugi singiel grupy – „One Night Stand”, jednak nie zyskał on na popularności.

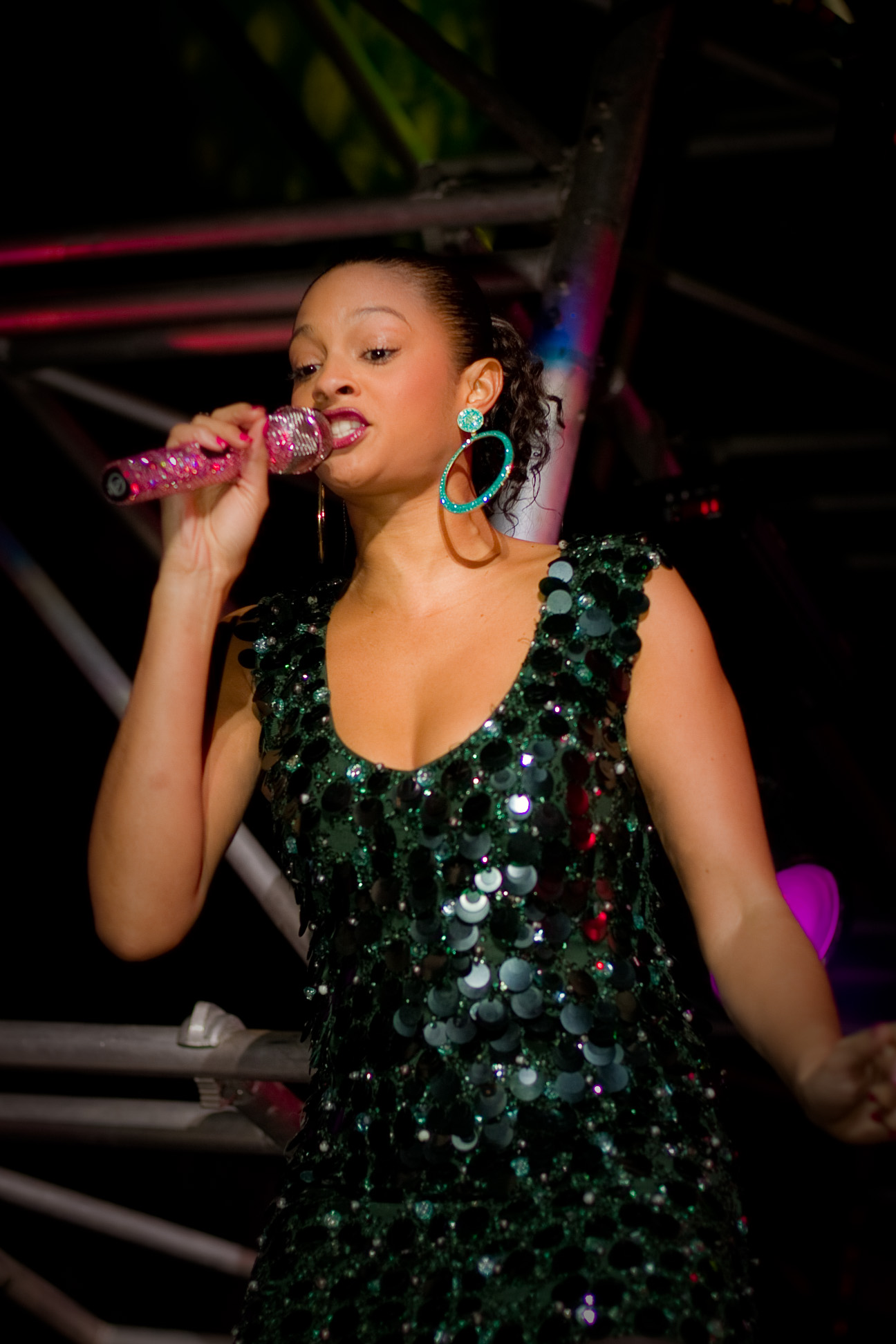
Dixon podczas występu, 2008

Prace nad trzecim krążkiem miały rozpocząć się zaraz po powrocie girlsbandu do Europy, jednak podwytwórnia BMG Music upadła, a jedynym krążkiem, jaki ówcześnie udało się wydać Mis-Teeq, stała się kompilacja największych hitów zespołu. W marcu 2005 roku na rynku muzycznym ukazał się album Greatest Hits wieńczący działalność grupy, która rozpadła się po wydaniu tejże kompilacji.
Po rozpadzie zespołu rozpoczęła działalność solową. W połowie 2005 ogłosiła podpisanie umowy z podwytwórnią Universal Music, Polydor Records na nagranie debiutanckiego solowego krążka. Przez rok pracowała nad materiałem na płytę, nawiązała współpracę z producentami muzycznymi, takimi jak m.in. Richard X, Xenomania oraz Estelle. Choć pierwszym singlem z płyty miał być utwór „Superficial”, zmieniono go na piosenkę „Lipstick”, która dotarła do 14. miejsca brytyjskiej listy przebojów. 30 października 2006 Dixon wydała drugi singiel – „Knockdown”. 6 listopada potwierdziła rozstanie z wytwórnią Polydor Records, która przyznała jej pełne prawa do debiutanckiego, niewydanego krążka pt. Fired Up. Singiel „Lipstick” stał się popularny w Japonii, dlatego Dixon zdecydowała się wydać krążek na tamtejszy rynek muzyczny. Oficjalnie ukazał się on 20 lutego 2008 i uplasował się na 14. miejscu notowania najchętniej kupowanych albumów.
W 2007 w parze z Matthew Cutlerem zwyciężyła w finale piątej edycji programu rozrywkowego Strictly Come Dancing. W 2008 podpisała kontrakt z podwytwórnią Warner Music, Asylum Records, na nagranie dwóch krążków. 24 listopada 2008 wydała na brytyjskim rynku muzycznym pierwszy album, zatytułowany The Alesha Show, który zyskał status platynowej płyty w Wielkiej Brytanii. Pierwszy singel z płyty, utwór „The Boy Does Nothing”, ukazał się 10 listopada 2008 i dotarł do piątego miejsca brytyjskiej listy przebojów. Drugi singiel promujący płytę, ballada „Breathe Slow”, został wydany 9 lutego 2009. Miesiąc przed oficjalnym wydaniem kompozycja znalazła się na dwudziestym trzecim miejscu notowania najchętniej kupowanych singli w sprzedaży cyfrowej. Ostatecznie piosenka dotarła do trzynastego miejsca listy przebojów w kraju. W latach 2009–2011 zasiadała w komisji jurorskiej programu Strictly Come Dancing. Na początku 2010 zaczęła pracę nad materiałem na trzecią płytę studyjną. Album, zatytułowany The Entertainer, wydała 29 listopada 2010. Od 2012 zasiada w komisji jurorskiej programu Britain’s Got Talent. Latem 2013 poprowadziła pierwszą edycję programu Your Face Sounds Similar na ITV. 9 października 2015 wydała album pt. Do It for Love. W maju 2023 była jedną z prowadzących 67. Konkursu Piosenki Eurowizji 2023 wraz z Grahamem Nortonem, Hannah Waddingham oraz Juliją Saniną.

### Życie prywatne
Od 2012 związana jest z Azuką Ononye’em, z którym ma dwie córki, Azurę Siennę (ur. 2013) i Anayę Safiya (ur. 2019).

## Dyskografia

### Albumy studyjne
| Tytuł           | Informacje o albumie                                                                             | Najwyższe pozycje na listach | Najwyższe pozycje na listach | Najwyższe pozycje na listach | Najwyższe pozycje na listach | Najwyższe pozycje na listach | Najwyższe pozycje na listach | Najwyższe pozycje na listach | Najwyższe pozycje na listach | Statusy       |
| Tytuł           | Informacje o albumie                                                                             | UK                           | BEL                          | FIN                          | FRA                          | IRE                          | NLD                          | SWI                          | JAP                          | Statusy       |
| --------------- | ------------------------------------------------------------------------------------------------ | ---------------------------- | ---------------------------- | ---------------------------- | ---------------------------- | ---------------------------- | ---------------------------- | ---------------------------- | ---------------------------- | ------------- |
| Fired Up        | - Wydany: 20 lutego 2008 - Wytwórnia: Polydor - Format: CD                                       | Wycofano                     | Wycofano                     | Wycofano                     | Wycofano                     | Wycofano                     | Wycofano                     | Wycofano                     | 54                           |               |
| The Alesha Show | - Wydany: 24 listopada 2008 - Wytwórnia: Asylum (#5051865103325) - Formaty: CD, digital download | 11                           | 60                           | 23                           | 39                           | 64                           | 80                           | 69                           | —                            | - UK: Platyna |
| The Entertainer | - Wydany: 28 listopada 2010 - Wytwórnia: Asylum - Formaty: CD, digital download                  | 84                           | —                            | —                            | —                            | —                            | —                            | —                            | —                            |               |
| Do It for Love  | - Wydany: 9 października 2015 - Wytwórnia: Precious Stone - Formaty: CD, digital download        | 81                           | —                            | —                            | —                            | —                            | —                            | —                            | —                            |               |

### Single
| 2006                                                                                             | „Lipstick”                                     | 14 | 42  | —   | —   | —   | —   | —   | Fired Up        |
| 2006                                                                                             | „Knockdown”                                    | 45 | —   | —   | —   | —   | —   | —   | Fired Up        |
| 2008                                                                                             | „The Boy Does Nothing”                         | 5  | 19  | 8   | 2   | 2   | 5   | 7   | The Alesha Show |
| 2009                                                                                             | „Breathe Slow”                                 | 3  | 18  | —   | —   | —   | —   | —   | The Alesha Show |
| 2009                                                                                             | „Let's Get Excited”                            | 13 | 36  | —   | 14  | —   | —   | —   | The Alesha Show |
| 2009                                                                                             | „To Love Again”                                | 15 | —   | —   | —   | —   | —   | —   | The Alesha Show |
| 2010                                                                                             | „Drummer Boy”                                  | 15 | 23  | —   | —   | —   | —   | —   | The Entertainer |
| 2010                                                                                             | „Radio”                                        | 46 | —   | —   | —   | —   | —   | 57  | The Entertainer |
| 2011                                                                                             | „Every Little Part of Me” (featuring Jay Sean) | 78 | —   | —   | —   | —   | —   | —   | The Entertainer |
|                                                                                                  |                                                | UK | IRL | AUS | FIN | FRA | NLD | SWI |                 |
|                                                                                                  | Single numer jeden                             | —  | —   | —   | —   | —   | —   | —   |                 |
|                                                                                                  | Single w Top 10                                | 2  | —   | 1   | 1   | 1   | 1   | 1   |                 |
|                                                                                                  | Single w Top 40                                | 6  | 4   | 1   | 2   | 1   | 1   | 1   |                 |
| „—” oznacza, że singel się ukazał, lecz nie zajął pozycji w notowaniu bądź nigdy się nie ukazał. |                                                |    |     |     |     |     |     |     |                 |